# Lucilia angustifrons
Lucilia angustifrons är en tvåvingeart som beskrevs av Ye 1983. Lucilia angustifrons ingår i släktet Lucilia och familjen spyflugor. Inga underarter finns listade i Catalogue of Life.